# Schloss Mathod

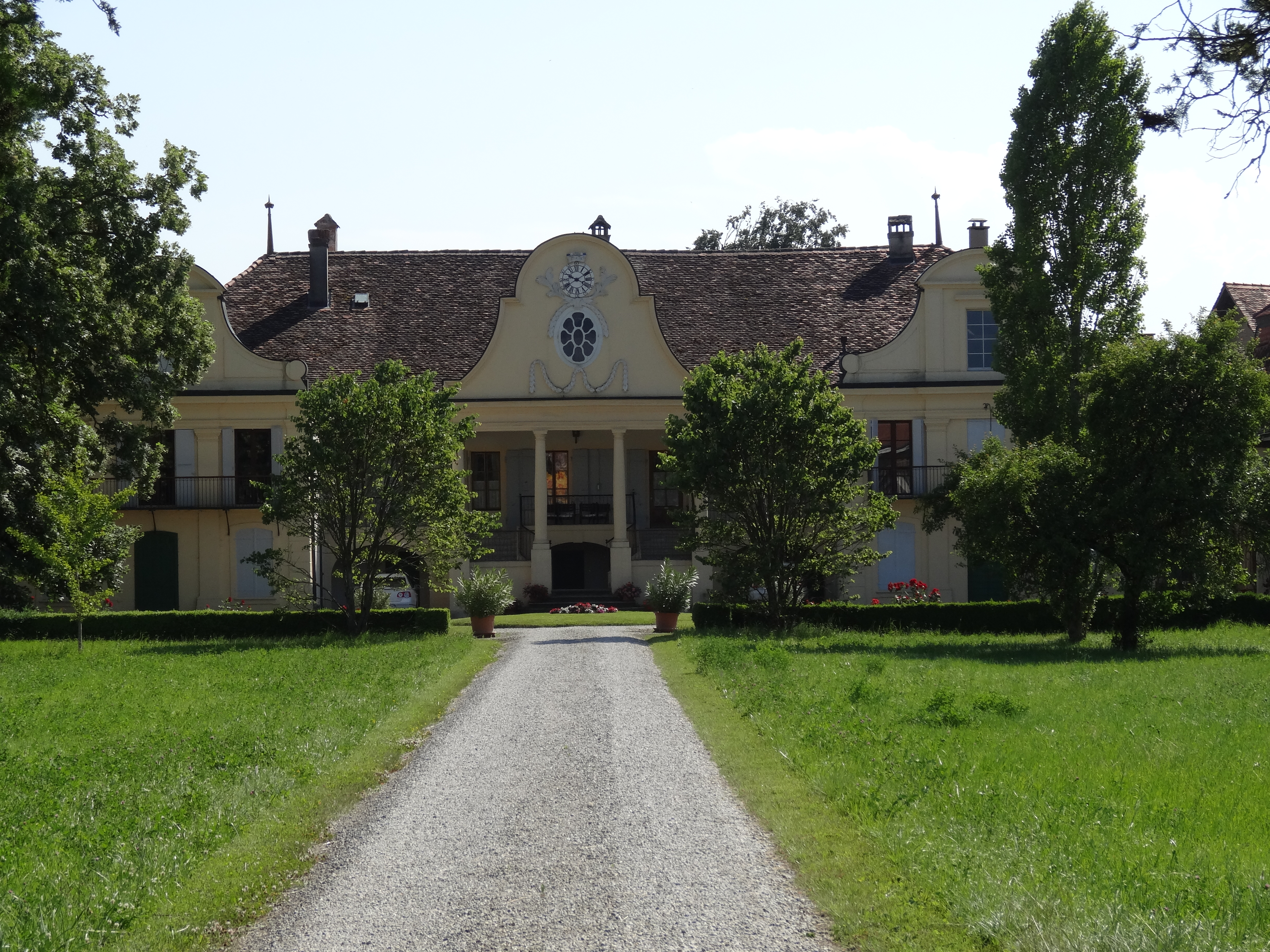
Schloss Mathod

Das Schloss Mathod ist ein repräsentatives Landgut in der Gemeinde Mathod bei Yverdon-les-Bains, Schweiz.

## Beschreibung
Das Schloss wurde 1765 bis 1778 durch den holländischen Architekten Gaspard Brumann errichtet. Die repräsentative Hauptfassade mit drei Risaliten ist stilistisch zwischen Barock und frühem Klassizismus einzuordnen, wobei auch palladianische Einflüsse unverkennbar sind. Die Seitenflügel werden durch Pilaster ionischer Ordnung gegliedert. Den Abschluss bildet jeweils ein Obergeschoss, das sich durch Voluten verjüngt und von einem Segmentgiebel bekrönt wird. Der weniger stark hervortretende Mittelrisalit bildet einen grossen Portikus mit Säulen toskanischer Ordnung. Ein schwungvoll gestaltetes Obergeschoss mit dezenter aber effektvoller Bauplastik rund um ein Zifferblatt und ein Oculus schliesst den Mittelrisalit ab. 
Bemerkenswert sind auch der zum Schloss gehörige Park mit Obeliskenbrunnen.